# Szily Nóra
Szily Nóra (Szombathely, 1965. április 20. –) magyar újságíró, pszichológus, coach.
Két fia van.

## Élete
1983-ban érettségizett a szombathelyi Nagy Lajos Gimnáziumban. Pszichológiát tanult, az ELTE BTK Pszichológia szakán szerzett diplomát. Pályafutása a Magyar Rádiónál kezdődött 1990-ben riporterként, majd 1992-től 1997-ig a Magyar Televízió műsorvezetője lett. 1998-ban szerződött a RTL Klub Reggeli című műsorához, amit Alföldi Róberttel vezetett. Majd 3 évvel később (2000) átszerződött a TV2-höz, Friderikusz Sándortól vette át az Osztálytalálkozó című műsorát. 
2002-ben visszatért a Magyar Televízióhoz, közben a Budapest Rádió műsorvezetőjeként, a Budapesti Nap, illetve a Gusto magazin újságírójaként is dolgozott. 2008-2010 között a Reflektor tévén 200 mélyinterjút készített ismert emberekkel – Őszintén Szily Nórával címmel, majd az X-Faktorban tevékenykedett ötödik, "láthatatlan" – lélekmentorként, a versenyzők segítőjeként. 
2012-től a LifeNetwork TV-n Egy kávé Szily Nórával címmel szintén portrébeszélgetéseket vezetett. 2015-ben Lélekbúvár című műsorában lélektani témákat járt körül egy ismert, és egy szakértő vendégével.
Interjúk, publicisztikák – 2002-től rendszeresen:
- life.hu
- Nők Lapja Évszakok
- Nők Lapja Psziché

2008-ban Ők a nők címmel jelent meg interjúkötete.
2016 őszén pedig Caramel élettörténetét írta, szerkesztette.
"Több ezer beszélgetés élményén át kikristályosodott bennem, hogy a látszásnál sokkal fontosabb a láttatás.
Hogy az ítéletmentes kíváncsiság, a megértés és támogatás vágya vezérel. Az interakció az a terep, ami a
flow-t jelenti, az értő figyelem révén elmélyülni helyzetekben, dilemmákban, életekben, sorsokban.
Kiléptem a stúdiók világából.
Visszakanyarodtam a „gyökereimhez” – a pszichológiához, a coachinghoz – és azóta folyamatosan képzem
is magam. Foglalkozom személyiség- és kommunikációs fejlesztéssel. Emellett előadásokat, workshopokat tartok, melyekbe a tanult módszereken kívül szakmai
tapasztalataimat és az életem eszenciáit raktam bele." – idézet Szily Nórától.
TANULMÁNYOK & VÉGZETTSÉGEK
2015. DIADAL Executive Coach Képzés Executive coach
2015. jan. INNERMETRIX Személyiségdiagnosztika IMX-konzulens
2013. okt. WingWave Coaching Tréning Speciális Tréner
2011–2013. BÁNCoaching&Supervisio Képző-Központ Professional Coach
1983–1989. ELTE BTK – Pszichológia Okleveles Pszichológus
OKTATÁSI TAPASZTALAT
2014. Huniversity (óraadó tanár) Kommunikáció
2014– Metropolitan Egyetem (óraadó tanár) Szerkesztéselmélet
2002–2009. Forrai Magániskola (óraadó tanár) Tévés- és rádiós ismeretek

## Elismerések
- Magyar Toleranciadíj (2013)[1]
- Magyar Esélyegyenlőségi Díj (2023)

## Műsorai

### TV-s
- Reggeli
- Tízórai
- Nagyvizit
- PC ABC
- Ablak
- Kincsestár
- Őszintén – Szily Nórával
- Egy kávé Szily Nórával
- Lélekbúvár

### Rádiós
- Ötödik sebesség
- Helykereső
- Hatodik érzék
- Borozó
- Gyerekszoba
- Ínyenc
- Jegyszedő